# 水戸都市圏
水戸都市圏（みととしけん）は、茨城県水戸市を中心とする都市圏である。域内総生産は約2兆6561億円。
県内ではつくば都市圏に次ぐ規模である。

## 定義
一般的な都市圏の定義については都市圏を参照。

### 「10% 都市圏」（通勤圏）
- 2010年国勢調査の基準では水戸市を中心都市とした5市3町で都市雇用圏を構成し、2015年の人口は669,681人である[3]。
- 中心 DID（人口集中地区）人口は17万2333人（2015年）。

都市雇用圏（10% 通勤圏）の変遷
| 自治体 ('80) | 1980年                 | 1990年                 | 1995年                 | 2000年                 | 2005年                 | 2010年                 | 2015年                 | 2020年                 | 自治体 ('20) |
| ------------ | ---------------------- | ---------------------- | ---------------------- | ---------------------- | ---------------------- | ---------------------- | ---------------------- | ---------------------- | ------------ |
| 美和村       | -                      | -                      | -                      | 水戸 都市圏 66万0683人 | 水戸 都市圏 67万7458人 | 水戸 都市圏 67万8969人 | 水戸 都市圏 66万9681人 | 水戸 都市圏 65万8421人 | 常陸大宮市   |
| 緒川村       | -                      | -                      | -                      | 水戸 都市圏 66万0683人 | 水戸 都市圏 67万7458人 | 水戸 都市圏 67万8969人 | 水戸 都市圏 66万9681人 | 水戸 都市圏 65万8421人 | 常陸大宮市   |
| 御前山村     | -                      | -                      | 水戸 都市圏 64万3495人 | 水戸 都市圏 66万0683人 | 水戸 都市圏 67万7458人 | 水戸 都市圏 67万8969人 | 水戸 都市圏 66万9681人 | 水戸 都市圏 65万8421人 | 常陸大宮市   |
| 山方町       | -                      | 水戸 都市圏 62万2572人 | 水戸 都市圏 64万3495人 | 水戸 都市圏 66万0683人 | 水戸 都市圏 67万7458人 | 水戸 都市圏 67万8969人 | 水戸 都市圏 66万9681人 | 水戸 都市圏 65万8421人 | 常陸大宮市   |
| 大宮町       | 水戸 都市圏 53万2911人 | 水戸 都市圏 62万2572人 | 水戸 都市圏 64万3495人 | 水戸 都市圏 66万0683人 | 水戸 都市圏 67万7458人 | 水戸 都市圏 67万8969人 | 水戸 都市圏 66万9681人 | 水戸 都市圏 65万8421人 | 常陸大宮市   |
| 那珂町       | 水戸 都市圏 53万2911人 | 水戸 都市圏 62万2572人 | 水戸 都市圏 64万3495人 | 水戸 都市圏 66万0683人 | 水戸 都市圏 67万7458人 | 水戸 都市圏 67万8969人 | 水戸 都市圏 66万9681人 | 水戸 都市圏 65万8421人 | 那珂市       |
| 瓜連町       | 水戸 都市圏 53万2911人 | 水戸 都市圏 62万2572人 | 水戸 都市圏 64万3495人 | 水戸 都市圏 66万0683人 | 水戸 都市圏 67万7458人 | 水戸 都市圏 67万8969人 | 水戸 都市圏 66万9681人 | 水戸 都市圏 65万8421人 | 那珂市       |
| 勝田市       | 水戸 都市圏 53万2911人 | 水戸 都市圏 62万2572人 | 水戸 都市圏 64万3495人 | 水戸 都市圏 66万0683人 | 水戸 都市圏 67万7458人 | 水戸 都市圏 67万8969人 | 水戸 都市圏 66万9681人 | 水戸 都市圏 65万8421人 | ひたちなか市 |
| 那珂湊市     | 水戸 都市圏 53万2911人 | 水戸 都市圏 62万2572人 | 水戸 都市圏 64万3495人 | 水戸 都市圏 66万0683人 | 水戸 都市圏 67万7458人 | 水戸 都市圏 67万8969人 | 水戸 都市圏 66万9681人 | 水戸 都市圏 65万8421人 | ひたちなか市 |
| 水戸市       | 水戸 都市圏 53万2911人 | 水戸 都市圏 62万2572人 | 水戸 都市圏 64万3495人 | 水戸 都市圏 66万0683人 | 水戸 都市圏 67万7458人 | 水戸 都市圏 67万8969人 | 水戸 都市圏 66万9681人 | 水戸 都市圏 65万8421人 | 水戸市       |
| 常澄村       | 水戸 都市圏 53万2911人 | 水戸 都市圏 62万2572人 | 水戸 都市圏 64万3495人 | 水戸 都市圏 66万0683人 | 水戸 都市圏 67万7458人 | 水戸 都市圏 67万8969人 | 水戸 都市圏 66万9681人 | 水戸 都市圏 65万8421人 | 水戸市       |
| 内原町       | 水戸 都市圏 53万2911人 | 水戸 都市圏 62万2572人 | 水戸 都市圏 64万3495人 | 水戸 都市圏 66万0683人 | 水戸 都市圏 67万7458人 | 水戸 都市圏 67万8969人 | 水戸 都市圏 66万9681人 | 水戸 都市圏 65万8421人 | 水戸市       |
| 茨城町       | 水戸 都市圏 53万2911人 | 水戸 都市圏 62万2572人 | 水戸 都市圏 64万3495人 | 水戸 都市圏 66万0683人 | 水戸 都市圏 67万7458人 | 水戸 都市圏 67万8969人 | 水戸 都市圏 66万9681人 | 水戸 都市圏 65万8421人 | 茨城町       |
| 大洗町       | 水戸 都市圏 53万2911人 | 水戸 都市圏 62万2572人 | 水戸 都市圏 64万3495人 | 水戸 都市圏 66万0683人 | 水戸 都市圏 67万7458人 | 水戸 都市圏 67万8969人 | 水戸 都市圏 66万9681人 | 水戸 都市圏 65万8421人 | 大洗町       |
| 常北町       | 水戸 都市圏 53万2911人 | 水戸 都市圏 62万2572人 | 水戸 都市圏 64万3495人 | 水戸 都市圏 66万0683人 | 水戸 都市圏 67万7458人 | 水戸 都市圏 67万8969人 | 水戸 都市圏 66万9681人 | 水戸 都市圏 65万8421人 | 城里町       |
| 桂村         | 水戸 都市圏 53万2911人 | 水戸 都市圏 62万2572人 | 水戸 都市圏 64万3495人 | 水戸 都市圏 66万0683人 | 水戸 都市圏 67万7458人 | 水戸 都市圏 67万8969人 | 水戸 都市圏 66万9681人 | 水戸 都市圏 65万8421人 | 城里町       |
| 七会村       | -                      | -                      | 水戸 都市圏 64万3495人 | 水戸 都市圏 66万0683人 | 水戸 都市圏 67万7458人 | 水戸 都市圏 67万8969人 | 水戸 都市圏 66万9681人 | 水戸 都市圏 65万8421人 | 城里町       |
| 友部町       | 水戸 都市圏            | 水戸 都市圏            | 水戸 都市圏 64万3495人 | 水戸 都市圏 66万0683人 | 水戸 都市圏 67万7458人 | 水戸 都市圏 67万8969人 | 水戸 都市圏 66万9681人 | 水戸 都市圏 65万8421人 | 笠間市       |
| 笠間市       | -                      | 水戸 都市圏            | 水戸 都市圏 64万3495人 | 水戸 都市圏 66万0683人 | 水戸 都市圏 67万7458人 | 水戸 都市圏 67万8969人 | 水戸 都市圏 66万9681人 | 水戸 都市圏 65万8421人 | 笠間市       |
| 岩間町       | -                      | -                      | -                      | -                      | 水戸 都市圏 67万7458人 | 水戸 都市圏 67万8969人 | 水戸 都市圏 66万9681人 | 水戸 都市圏 65万8421人 | 笠間市       |

- 1992年3月3日：東茨城郡常澄村が水戸市へ編入する。
- 1994年11月1日：勝田市、那珂湊市が合併しひたちなか市となる。
- 2004年10月16日：那珂郡大宮町が那珂郡山方町、美和村、緒川村、東茨城郡御前山村を編入し常陸大宮市となる。
- 2005年1月21日：那珂郡那珂町が那珂郡瓜連町を編入し那珂市となる。
- 2005年2月1日：東茨城郡内原町が水戸市へ編入する。
- 2005年2月1日：東茨城郡常北町、桂村、西茨城郡七会村が合併し東茨城郡城里町となる。
- 2006年3月19日：笠間市、西茨城郡友部町、岩間町が合併し笠間市となる。